# استفان مولر (بازیکن فوتبال، زاده ۱۹۹۰)
استفان مولر (انگلیسی: Stefan Müller؛ زادهٔ ۲۴ فوریهٔ ۱۹۹۰) بازیکن فوتبال اهل آلمان است.
از باشگاه‌هایی که در آن بازی کرده‌است می‌توان به باشگاه فوتبال اینگولشتات ۰۴ اشاره کرد.